# ACM Guide to Computing Literature
ACM Guide to Computing Literature é um banco de dados, publicado pela Association for Computing Machinery (ACM), que categoriza e resume na maioria literatura de ciência da computação. Ele contém citações de todas as publicações da ACM, bem como a literatura de outras editoras.
O Guia também foi publicado também em versão impressa desde 1977 até 1997. Todas as citações incluídas no guia impresso de 1987 a 1997 estão incluídos no banco de dados online; citações de edições impressas do Guia publicados antes de 1987 não são necessariamente encontradas na versão online.
O Guia não deve ser confundido com a ACM Digital Library. A Biblioteca (ACM Digital Library) oferece textos completos de periódicos, revistas e conferências patrocinadas ou publicados pela ACM.